# 殖田謙吉
殖田 謙吉（うえだ けんきち、1870年12月24日（明治3年11月3日） - 1904年（明治37年）9月4日）は、大日本帝国海軍の軍人。最終階級は海軍少佐。庄屋殖田覚十郎の二男として生まれる。母方姓是恒。大分県宇佐郡駅館村出身。第2次吉田内閣の法務総裁殖田俊吉は甥である。

## 略歴
旧海軍機関学校（横須賀）から海軍兵学校（18期）に編入。海軍大学校、鎮守府参謀を経て日露戦争開戦時は軍令部参謀。後に連合艦隊参謀に転出。黄海海戦において「三笠」最上艦橋で戦傷を受け、佐世保海軍病院にて死去。伊藤正徳は殖田について「有為の参謀であった」と評している。

## 負傷・死亡
1904年（明治37年）8月10日、最上艦橋で指揮をとっていた殖田は午後6時30頃に、前部艦橋左舷のセマホア信号機に敵弾が命中炸裂、その弾片、破片により負傷した。この時、航海士藤瀬慎二郎中尉が即死、他に負傷したのは艦長伊地知彦次郎、参謀小倉寛一郎少佐、中澤少尉（距離測定器掛）、長谷川清候補生（艦長伝令）ら十数名である。殖田の負傷は右背部失肉創兼肩甲骨骨折、右頬部座創、上顎骨折など数箇所におよび、12日には「西京丸」に移り14日に佐世保海軍病院に入院した。感染症を防ぐ処置などがとられたが、翌日から高熱を発して人事不省に陥る。一時体温は下がったものの衰弱が進み、9月4日午前1時に死去した。

## 参謀交代の内情
軍令部は二回の旅順口閉塞作戦が失敗したことから連合艦隊の強行作戦方針に懸念をもった。4月3日、今後の作戦を打ち合わせるため軍令部参謀の財部彪と殖田を「三笠」に派遣。結局、第1艦隊先任参謀の有馬良橘を実質的に更迭し、開戦劈頭に負傷・後送された第1艦隊参謀松村菊勇の代行をしていた第2艦隊参謀の飯田久恒も第2艦隊第4戦隊参謀に異動、秋山真之を先任に格上げし両者の後任として殖田と佐世保鎮守府参謀の小倉を第1艦隊参謀に任命した。有馬は参謀としての職を弁えず自ら閉塞戦の指揮官として志願する等、猪武者的な所、飯田は休校中の海大の教官である秋山に逆らえないイエスマン的な性格が問題とされたという。
以上のような経緯で、碑文に示す通り温厚で協調性があり、かつ秋山に対して言うべき時は、断固として直言できる沈毅な強い意志をもつ殖田が第1艦隊参謀を命じられた。海軍首脳が相当苦慮した人事、人選であり、秋山の押さえとして殖田に期待すること大であった。
結局は小倉も負傷により異動しており（回復後、防護巡洋艦高砂の航海長として復帰するも沈没時に戦死）、日本海海戦では飯田と新任の清河純一が秋山の補佐を担った。

## 年譜
- 1883年（明治16年）‐上京して母の弟是恒真楫[10]宅に寄宿し、東京の学校にて数学、英学を学ぶ。
- 1886年（明治19年）10月‐機関学校入校（三十一人中の11番　「是恒謙吉」名で受験）
- 1887年（明治20年）7月‐海軍兵学校（18期）に編入
- 1891年（明治24年）7月‐海軍兵学校卒業（8席[11]）
- 1891年（明治24年）9月‐比叡にて豪州方面の遠洋練習航海へ（翌年5月品川帰港）
- 1894年（明治27年）3月‐少尉任官
- 1894年（明治27年）4月‐砲術練習所学生
- 1894年（明治27年）6月‐混成旅団の仁川への輸送揚陸作戦に熊本丸（運送船）監督官として参加[12]
- 1895年（明治28年）1月‐山東半島への輸送揚陸作戦に広島丸（運送船）監督官として参加[13]
- 1895年（明治28年）12月‐砲術練習所学生
- 1896年（明治29年）12月‐八島回航委員（英国出張）
- 1897年（明治30年）11月‐帰朝
- 1897年（明治30年）12月‐大尉任官
- 1898年（明治31年）7月‐愛宕分隊長
- 1899年（明治32年）6月‐龍田航海長
- 1900年（明治33年）5月‐海軍大学校入校（甲種3期）
- 1902年（明治35年）5月‐中野タツ嬢[14]と結婚
- 1902年（明治35年）7月‐海軍大学校卒業
- 1903年（明治36年）5月‐舞鶴鎮守府参謀[15]
- 1903年（明治36年）9月‐少佐任官
- 1904年（明治37年）1月‐軍令部参謀
- 1904年（明治37年）2月‐6日午前9時10分、佐世保出張中の殖田から「佐世保鎮守府が葛城に長崎において露国商船の捕獲を命じたる旨」の電報を軍令部へ発電（7日に解放を命ず）
- 1904年（明治37年）4月‐第一艦隊参謀[16]
- 1904年（明治37年）5月‐24日、金州湾沿岸の砲撃（陸軍の南山攻撃の支援）のため参謀として筑紫に乗り組み、裏長山列島の錨地を出港する。

## 栄典
位階
- 1894年（明治27年）5月11日 - 正八位[17]
- 1898年（明治31年）3月21日 - 正七位[18]
- 1903年（明治36年）5月20日 - 従六位[19]
- 1904年（明治37年）9月4日 - 正六位[20]

勲章
- 1895年（明治28年）11月18日 - 勲六等単光旭日章[21]・明治二十七八年従軍記章[22]
- 1899年（明治32年）11月10日 - 勲五等瑞宝章[23]
- 1902年（明治35年）5月10日 - 明治三十三年従軍記章[24]
- 1904年（明治37年）9月4日 - 勲四等旭日小綬章・功四級金鵄勲章[25]
- 1906年（明治39年）4月1日 - 明治三十七八年従軍記章[26]